# Christian Doermer
Christian Doermer (Rostock, 5 de julio de 1935-Nußdorf am Inn, 14 de julio de 2022) fue un actor, cineasta, productor y guionista alemán.

## Biografía
Nació en la ciudad alemana de Rostock, en 1935. Fue hijo del médico Hartmut Doermer y de la actriz Ruth von Zerboni. Tras la separación de sus padres, Doermer se vio obligado a mudarse a varias ciudades europeas y a asistir al internado de Neubeuern. Después de graduarse de la escuela secundaria, Doermer estudió sociología y economía en Frankfurt y Marburg. A partir de 1954, Doermer recibió sus primeros papeles en el cine. Esto gracias a su madre, quien en ese entonces dirigía la escuela de interpretación Zerboni en Múnich. En 1956 debutó como actor de teatro en el Deutsches Schauspielhaus de Hamburgo. En la película, Doermer llamó la atención por primera vez en 1956 con el clásico "Die Halbstarken" ( Manada de lobos adolescentes). En la trama de película, él, como el buen hermano menor de Horst Buchholz, se ve envuelto en sus maquinaciones criminales. A esto le siguieron papeles principales en otras películas juveniles como Die Frühreifen (1957) y Alle Wege führen heim (1958).
En 1966, protagonizó la película  No Shooting Time for Foxes. La película ingresó en el 16º Festival Internacional de Cine de Berlín, y fue galardonada con el Gran Premio del Jurado. En 1969, apareció como un soldado alemán que asistía a la tregua de Navidad en la película musical satírica de la Primera Guerra Mundial "Oh! What a Lovely War", dirigida por Richard Attenborough.
El propio Doermer también dirigió una gran cantidad de películas, incluidos documentales y películas para televisión. En 1962, fue uno de los 26 autores del famoso Manifiesto de Oberhausen, exigiendo un cambio en el cine alemán.